# Pinanga limosa
Pinanga limosa är en enhjärtbladig växtart som beskrevs av Henry Nicholas Ridley. Pinanga limosa ingår i släktet Pinanga och familjen Arecaceae.

## Underarter
Arten delas in i följande underarter:
- P. l. limosa
- P. l. montana